# Економіка Нігеру
Нігер — аграрна країна, понад 90% населення зайнято в сільському господарстві. Економіка Основні галузі економіки: цементна, хімічна, гірнича, харчова, текстильна та легка промисловість. Транспорт — автомобільний. Нігера базується г.ч. на сільському господарстві і видобутку урану. Транспортна система в Нігері розвинена слабко, що утруднює зовнішню торгівлю. Залізниць в країні немає. У Ніамеї знаходиться міжнародний аеропорт.

## Історія
Структура ВВП у 1990-х роках: 37% — сільське господарство, 12% — промисловість. Приблизно 70% працездатного населення зайняте в землеробстві і 20% — в тваринництві. Інші 10% — ремісники, торговці, працівники транспорту, а також нечисленні службовці державних установ і будівельники. Управлінські й інші пости, що вимагають кваліфікації, займають іноземці, в основному французи і частково тоголезці.
За даними [Index of Economic Freedom, The Heritage Foundation, U.S.A. 2001]: ВВП — $ 2,2 млрд. Темп зростання ВВП — 8,4%. ВВП на душу населення — $215. Прямі закордонні інвестиції — $ 0. Імпорт (промислові товари, нафтопродукти, автомобілі, машини і обладнання, залізо і сталь, бавовняні тканини, цукор і папір) — $ 509 млн (г.ч. Франція — 17,0%; Кот-Д'Вуар — 8,8%; Німеччина — 3,7%; США — 3,1%). Експорт (концентрати урану і сільськогосподарська продукція) — $ 355 млн (г.ч. Франція — 51%; Півд. Корея — 33,6%; Велика Британія — 4,4%).

## Землеробство і тваринництво

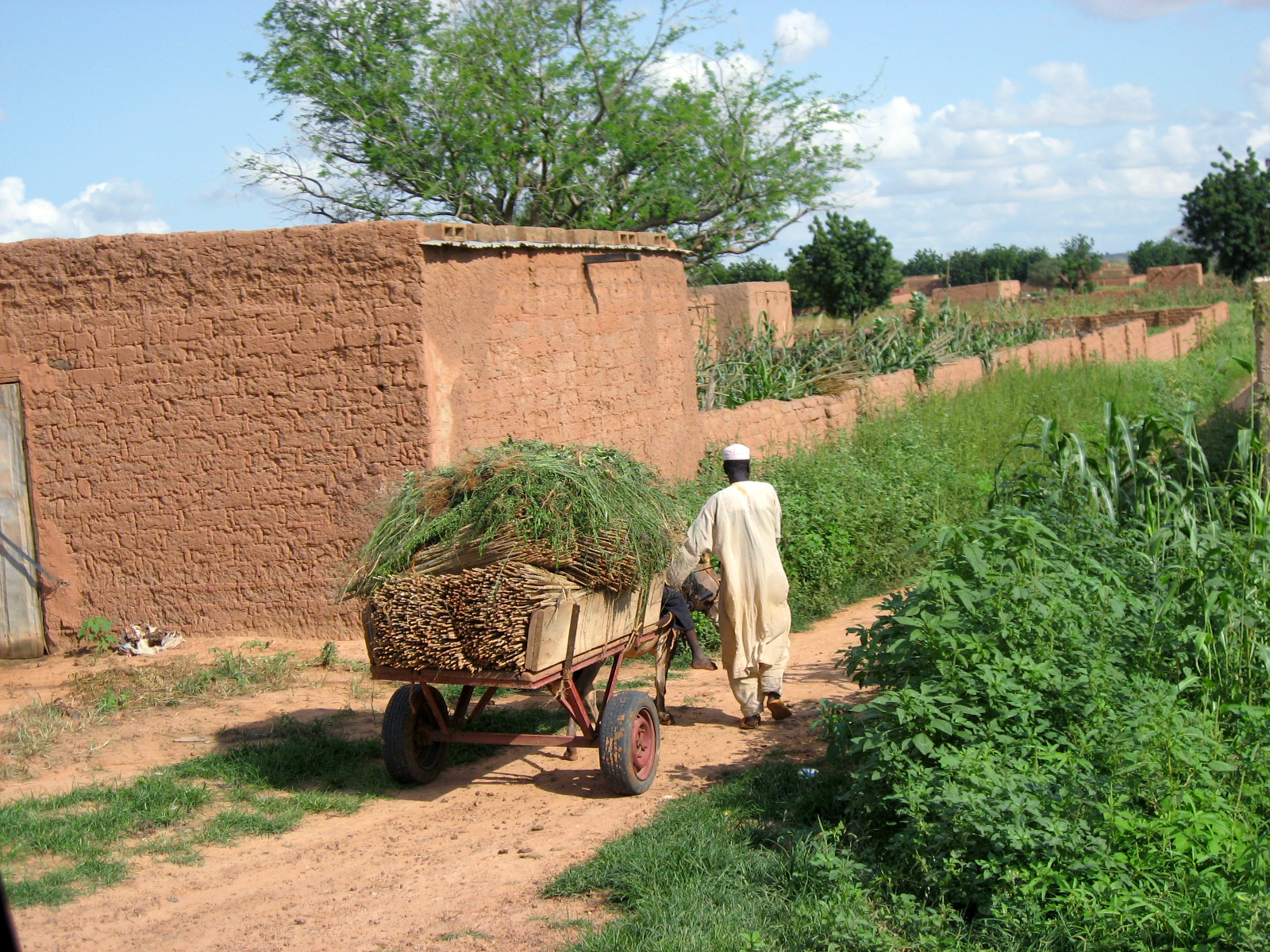
Фермер

Головні галузі економіки — землеробство і тваринництво, які сильно залежать від погодних умов. Вирощують просо і сорго, які є основними продовольчими культурами. Майже все сорго споживається всередині країни, а просо частково експортується. Інші важливі продовольчі культури — маніок, батат і рис. Вирощують також кукурудзу, бобові, лук і овочі. Арахіс — основна товарна і експортна культура. У 1995 було зібрано понад 65 тис. т арахісу. З 1955 в Нігері почалося виробництво бавовни на експорт, але потім через посухи його збори поменшали. Уряд почав реалізацію програми створення господарств по виробництву рису і цукрової тростини і заохочує створення кооперативів в зоні зрошуваного землеробства.
Другою за значущістю після землеробства галуззю економіки є тваринництво. У 1995 в країні нараховувалося 2 млн голів великої рогатої худоби, 3,7 млн — вівці і 5,7 млн кіз. Є багато верблюдів, ослів і коней, власники яких кочують зі своїми стадами на більшій частині території країни. Продукція молочного тваринництва (молоко, масло і сир) складає основу харчового раціону скотарів. Нігер експортує м'ясопродукти, шкіри і шкірсировину в Нігерію, Францію, інші європейські країни і США.
Лов риби (бл. 3,6 тис. т/рік) здійснюють на озері Чад. Частина риби в сушеному і копченому вигляді експортувалася в Нігерію і Того.

## Промисловість
У країні є заводи по очищенню арахісу і виробництву масла, ткацькі фабрики, а також підприємства по виробництву цементу, пива і споживчих товарів. Гірнича промисловість зосереджена на видобутку урану, значно меншою мірою — фосфоритів, олов'яної руди, солі, вугілля. Більша частина капіталовкладень Нігера здійснювалася за рахунок фінансової допомоги та інвестицій Франції. 

## Енергетика
Виробництво електроенергії: 168 млн кВт·год у 1991.